# فابيو فيفياني
فابيو فيفياني (بالإيطالية: Fabio Viviani)‏ (29 سبتمبر 1966 بلوكا في إيطاليا - ) هو مدرب كرة قدم ولاعب كرة قدم إيطالي في مركز الوسط. لعب مع إيه سي ميلان ونادي تريفيزو ونادي فيتشينزا ونادي كومو ونادي مونزا وFootball Club Ospitaletto 2000 ‏.